# José Luiz Majella Delgado
José Luiz Majella Delgado (Juiz de Fora, 19 ottobre 1953) è un arcivescovo cattolico brasiliano, dal 28 maggio 2014 arcivescovo metropolita di Pouso Alegre.

## Biografia

### Formazione e ministero sacerdotale
Ha compiuto gli studi filosofici a Lorena e quelli teologici a San Paolo.
Ha emesso la professione religiosa nella Congregazione del Santissimo Redentore il 31 luglio 1980 ed è stato ordinato sacerdote il 14 marzo 1981 dal vescovo Waldyr Calheiros de Novais.
È stato superiore e rettore del seminario redentorista del Minas Gerais, superiore del seminario Santa Teresinha a Tietê e rettore del seminario di Sacramento e del seminario redentorista Santo Alfonso di Aparecida.
È stato nominato segretario dell'organizzazione dei seminari e istituti del Brasile ed assessore esecutivo della Conferenza nazionale dei religiosi del Brasile.
È stato anche docente di teologia liturgica all'Instituto de Teologia Moral e all'Instituto São Paulo de Estudos Superiores di San Paolo e all'Instituto Educacional Seminário Paulopolitano e di teologia liturgica alla Pontificia Facoltà di Teologia di San Paolo.
Dal 2007 al 2009 è stato sottosegretario aggiunto della Conferenza episcopale brasiliana.

### Ministero episcopale
Il 16 dicembre 2009 papa Benedetto XVI lo ha nominato vescovo di Jataí.
Il 27 febbraio 2010 ha ricevuto la consacrazione episcopale dalle mani dell'arcivescovo Geraldo Lyrio Rocha, co-consacranti l'arcivescovo di Aparecida Raymundo Damasceno Assis e il vescovo emerito di Barra do Piraí-Volta Redonda Waldyr Calheiros de Novais.
All'interno della Conferenza episcopale brasiliana ha ricoperto l'incarico di membro del consiglio permanente e della commissione pastorale per la campagna di evangelizzazione e presidente della commissione per la pastorale giovanile della regione centro-ovest.
Il 28 maggio 2014 papa Francesco lo ha nominato arcivescovo metropolita di Pouso Alegre. Ha ricevuto il pallio dallo stesso papa il 29 giugno successivo.

## Genealogia episcopale e successione apostolica
La genealogia episcopale è:
- Cardinale Scipione Rebiba
- Cardinale Giulio Antonio Santori
- Cardinale Girolamo Bernerio, O.P.
- Arcivescovo Galeazzo Sanvitale
- Cardinale Ludovico Ludovisi
- Cardinale Luigi Caetani
- Cardinale Ulderico Carpegna
- Cardinale Paluzzo Paluzzi Altieri degli Albertoni
- Papa Benedetto XIII
- Papa Benedetto XIV
- Papa Clemente XIII
- Cardinale Marcantonio Colonna
- Cardinale Giacinto Sigismondo Gerdil, B.
- Cardinale Giulio Maria della Somaglia
- Cardinale Carlo Odescalchi, S.I.
- Cardinale Costantino Patrizi Naro
- Cardinale Lucido Maria Parocchi
- Papa Pio X
- Cardinale Gaetano De Lai
- Cardinale Raffaele Carlo Rossi, O.C.D.
- Cardinale Amleto Giovanni Cicognani
- Arcivescovo Carmine Rocco
- Arcivescovo Silvestre Luís Scandián, S.V.D.
- Arcivescovo Geraldo Lyrio Rocha
- Arcivescovo José Luiz Majella Delgado, C.SS.R.

La successione apostolica è:
- Vescovo José Hamilton de Castro (2023)
- Vescovo Antônio Ranis Rosendo dos Santos, C.SS.R. (2025)